# Philipp Crone
Philipp Crone, född den 16 mars 1977 i Köln i Västtyskland, är en tysk landhockeyspelare.
Han tog OS-brons i herrarnas landhockeyturnering i samband med de olympiska landhockeytävlingarna 2004 i Aten.